# Bagnols-en-Forêt
Bagnols-en-Forêt är en kommun i departementet Var i regionen Provence-Alpes-Côte d'Azur i sydöstra Frankrike. Kommunen ligger i kantonen Fréjus som tillhör arrondissementet Draguignan. År 2022 hade Bagnols-en-Forêt 3 049 invånare.

## Befolkningsutveckling
Antalet invånare i kommunen Bagnols-en-Forêt
| Referens: INSEE |